# Nanxi Shuiku
Nanxi Shuiku (kinesiska: 南溪水库) är en reservoar i Kina. Den ligger i provinsen Fujian, i den sydöstra delen av landet, omkring 160 kilometer nordost om provinshuvudstaden Fuzhou. Nanxi Shuiku ligger 137 meter över havet. Arean är 0,26 kvadratkilometer. I omgivningarna runt Nanxi Shuiku växer i huvudsak blandskog. Den sträcker sig 0,6 kilometer i nord-sydlig riktning, och 0,9 kilometer i öst-västlig riktning.
Genomsnittlig årsnederbörd är 1 936 millimeter. Den regnigaste månaden är juni, med i genomsnitt 275 mm nederbörd, och den torraste är januari, med 67 mm nederbörd.